# 水南区域
水南区域（スナムくいき）は、朝鮮民主主義人民共和国咸鏡北道清津市に属する区域。同市の中心部の西側に所在する。

## 行政区画
9洞を管轄する。
- 末陰一洞（マルミルトン）
- 末陰二洞（マルミドン）
- 水南一洞（スナミルトン）
- 水南二洞（スナミドン）
- 新郷洞（シニャンドン）
- 漁港洞（オハンドン）
- 青南洞（チョンナムドン）
- 楸木洞（チュモクトン）
- 楸坪洞（チュピョンドン）

## 歴史
水南区域は1960年に設置された。

### 年表
この節の出典
- 1960年10月 - 咸鏡北道清津市水南洞・漁港洞・末陰洞・新郷洞・楸坪洞をもって、清津市水南区域を設置。(6洞)
  - 水南洞の一部が分立し、青南洞が発足。
- 1963年11月 - 清津市の昇格に伴い、清津直轄市水南区域となる。(9洞)
  - 青南洞・水南洞の各一部が合併し、水南一洞が発足。
  - 青南洞の一部・水南洞の残部が合併し、水南二洞が発足。
  - 末陰洞が分割され、末陰一洞・末陰二洞が発足。
  - 楸坪洞の一部が分立し、楸木洞が発足。
- 1970年7月 - 清津直轄市の降格に伴い、咸鏡北道清津市水南区域となる。(9洞)
- 1977年11月 - 清津市の昇格に伴い、清津直轄市水南区域となる。(9洞)
- 1985年7月 - 清津直轄市の降格に伴い、咸鏡北道清津市水南区域となる。(9洞)

## 交通
- 平羅線
  - 水南駅